# Glenurus penningtoni
Glenurus penningtoni is een insect uit de familie van de mierenleeuwen (Myrmeleontidae), die tot de orde netvleugeligen (Neuroptera) behoort. 
Glenurus penningtoni is voor het eerst wetenschappelijk beschreven door Navás in 1918.